# Acinia corniculata
Acinia corniculata är en tvåvingeart som först beskrevs av Zetterstedt 1819.  Acinia corniculata ingår i släktet Acinia och familjen borrflugor. Arten är reproducerande i Sverige. Inga underarter finns listade i Catalogue of Life.